# The Fixer (Lied)
The Fixer ist ein Lied der US-amerikanischen Rockband Pearl Jam aus dem Jahr 2009.

## Entstehung und Veröffentlichung
Das Lied wurde von den Pearl-Jam-Mitgliedern Matt Cameron, Stone Gossard, Mike McCready und Eddie Vedder geschrieben beziehungsweise komponiert. Für das Arrangement und die Produktion zeichnete Brendan O’Brien verantwortlich.
Die Erstveröffentlichung von The Fixer erfolgte als Single am 24. August 2009. Diese erschien als limitierte 2-Track- und 7″-Single mit der B-Seite Supersonic. Am 18. September 2009 erschien das Lied als Teil von Pearl Jams neuntem Studioalbum Backspacer.

## Aufnahme und Komposition
Eddie Vedder schrieb den Text zu The Fixer, während die Musik hauptsächlich von Matt Cameron, mit Unterstützung Mike McCreadys und Stone Gossards geschrieben wurde. Cameron schrieb den Großteil der Musik im Jahr 2008, Gossard und McCready stellten das Lied mit der Bridge fertig. Die Demofassung Camerons findet sich auf dem 2011 erschienenen Album „PJ 20“ unter dem Namen „Need to Know“.
In einem Interview mit dem Rolling Stone im Februar 2009 diskutiert Vedder was für ein Lied zur Beschreibung von The Fixer passen könnte:

„That could have been a seven-minute, weird, sideways kind of artsy song with a cool groove…I tinkered with it after everyone left and we shrunk it down and turned it into something else....I'm thinking about set lists: Will this be a song we'll play every night?“

Stone Gossard sagte über das Lied:

„With that song, Matt came in with a riff and we worked out a few different arrangements. Then Ed took it and re-arranged it with Pro Tools, to get the parts he needed in the right place. You don't want to get a final arrangement for a song before he’s had a chance to screw around with it, because once he gets it, it can all change. What you thought was a chorus can end up being a verse. There was a real collaborative effort on the whole album. Ed, in particular, worked with everyone on their songs.“

## Musikvideo
Cameron Crowe führte die Regie für das Video zum Lied. Das Video wurde bei The Showbox in Seattle, Washington, im Mai 2009 gefilmt. Im Video sieht man einen gefilmten Liveauftritt der Band statt eines erzählenden Videos. Es wurde im August 2009 veröffentlicht.

## Chartplatzierungen
The Fixer konnte sich eine Woche in den deutschen Singlecharts platzieren und erreichte dabei Rang 97 am 18. September 2009. In den US-amerikanischen Billboard Hot 100 erreichte es Rang 56, konnte sich zudem aber auch auf Rang zwei der Hot Rock Songs und Rang drei der Hot Rock & Alternative Songs platzieren.
| ChartsChartplatzierungen       | Höchstplatzierung | Wochen |
| ------------------------------ | ----------------- | ------ |
| Deutschland (GfK)              | 97 (1 Wo.)        | 1      |
| Vereinigte Staaten (Billboard) | 56 (7 Wo.)        | 7      |